# Villaselán
Villaselán település Spanyolországban, León tartományban. Lakosainak száma 180 fő (2024).

## Földrajza
Villaselán Almanza, Cea, Villazanzo de Valderaduey, Villamol, Santa María del Monte de Cea és Villamartín de Don Sancho községekkel határos.

## Népesség
A település lakosságának változását az alábbi diagram mutatja:
| Lakosok száma | 306  | 270  | 251  | 244  | 225  | 219  | 199  | 199  | 185  | 180  |
|               | 2001 | 2004 | 2007 | 2009 | 2012 | 2014 | 2017 | 2019 | 2022 | 2024 |